# 志村和雄
志村 和雄（しむら かずお、1920年2月22日 - 2014年1月5日）は、日本の政治家・実業家。北海道小樽市出身。1943年北海道帝国大学農学部水産学科卒。地方公務員を経て、1975年から1987年まで北海道小樽市長を務めた。

## 経歴
1943年に日本化成工業に入社。まもなく徴兵され、終戦によって復員。北海道小樽水産高等学校教諭を経て、1951年小樽市役所に入る。1967年より同市役所助役を8年務める。助役として、新日本海フェリー就航や小樽駅前再開発事業に尽力した。
その後、小樽市役所を退職し、1975年小樽市長選に立候補し初当選。以後連続3期。市街地再開発派の市長であったが、在任中の1983年には小樽市歴史的建造物及び景観地区保全条例を制定。小樽運河埋め立てをめぐる論争を経て、市民運動の主張を受け入れて一部保存へと方向を転換し、その後の観光都市への基礎を築いた。
1987年に勇退。その後、小樽開発埠頭社長を務める。2014年1月5日に老衰で死去。93歳没。

## 受賞歴
- 北海道社会貢献賞（1987年）
- 勲四等旭日小綬章（1991年）